# Cache ARP
 (mai 2014).
Si vous disposez d'ouvrages ou d'articles de référence ou si vous connaissez des sites web de qualité traitant du thème abordé ici, merci de compléter l'article en donnant les références utiles à sa vérifiabilité et en les liant à la section « Notes et références ».
Le cache ARP ou table ARP est une table de couples adresse IPv4-adresse MAC contenue dans la mémoire d'un ordinateur qui utilise le protocole ARP, ce qui est le cas des ordinateurs qui sont connectés à un réseau IP sur un segment Ethernet.

## Utilisation
Cette table est utilisée par les hôtes pour déterminer l'adresse MAC d'un autre ordinateur sur le même segment.
Les entrées dans cette table ont une durée de vie limitée, quand une entrée vient à expiration, une nouvelle requête ARP devra être initiée si besoin est.
Certains systèmes d'exploitation permettent de fixer une association dans le cache ARP de façon permanente.

## Effet indésirable
Quand une adresse IP change d'interface physique sur le même réseau, il est possible que les caches ARP empêchent la communication avec cette nouvelle interface jusqu'à l'expiration du cache ARP. Pour limiter cet inconvénient, les hôtes envoient un gratuitous ARP (ARP non sollicité) pour avertir les hôtes de la nouvelle association.

## Exemple de cache ARP
Voici un exemple de sortie de la commande arp sur une machine Linux, l'option -n permet de ne pas résoudre les adresses IP en noms de machines.
```
$ arp -an
? (192.168.2.109) à 00:23:69:15:28:51 [ether] sur wlan1
? (10.20.30.100) à 00:22:19:dd:0b:65 [ether] sur eth0
```